# Wilhelm Gustloff (hajó)
Az MV Wilhelm Gustloff a Harmadik Birodalom személyszállító hajója volt, amelyet 1945. január 30-án süllyesztett el a szovjet SZ-13-as tengeralattjáró, megközelítőleg 9400, jórészt civil ember halálát okozva.  Ez hatszor annyi áldozatot jelent, mint a világhírű RMS Titanic elsüllyedése; a Gustloff tragédiája a valaha volt legnagyobb hajókatasztrófa.

## A hajó
A hajót eredetileg Adolf Hitlerről szerették volna elnevezni, de ő ehhez nem járult hozzá, így nevét a német-svájci Wilhelm Gustloff nemzetiszocialista politikusról kapta, akit 1936-ban lőtt agyon a zsidó származású David Frankfurter Svájcban, így a Harmadik Birodalom mártírjává vált. A tengerjárót a Kraft durch Freude (Erőt az örömből, rövidítve KdF) nevű szervezet, a Német Munkafront alapszervezete építette meg a hamburgi Blohm & Voss hajógyárban. 1937-re készült el, osztályok nélkül, így tömegek üdültetését szolgálta.  208 méter hosszú és csaknem 24 méter széles volt, mozival és úszómedencével a fedélzetén. Így akkoriban a világ legnagyobb kirándulóhajója volt. Több csoportot vitt a norvég fjordokhoz, valamint az Északi-tengeren a sarki fényhez. 
A második világháború kitörésekor, csakúgy, mint a többi KdF-hajót is, ezt is a haditengerészet, a Kriegsmarine foglalta le hadicélokra. Kórházhajónak építették át, de mivel a kihasználtsága nem volt megfelelő, a 2. tengeralattjáró-tanhadosztály úszó kaszárnyájává, kiképzőhajójává  alakították. Ebben a minőségben éveken át horgonyzott Gotenhafen (ma: Gdynia, Lengyelország) partjainál. A hajó átvészelte a szövetséges bombatámadásokat, és a szovjetek Balti Flottája sem zaklatta.

## Szerepe a mentésben

Kelet-Poroszország térképe

A németek számára 1944-ben már egyre rosszabbul alakult a keleti front helyzete. A Bagratyion hadművelet keretében a Vörös Hadsereg szétzúzta a német Közép Hadseregcsoportot (Heeresgruppe Mitte), így az év végére kijutott Kelet-Poroszország határára. A németek korábbi kegyetlenkedéseire válaszul a szovjetek is készültek a megtorlásra. 
A rohamosan közeledő front miatt Hitler a keleti területeken lévő nagyvárosokat, így Kelet-Poroszország fővárosát, Königsberget is erőddé (Festung) nyilvánította. Mivel nyilvánvaló volt, hogy a Vörös Hadsereg brutálisan fog bánni a civilekkel, így 1945. január 21-én Karl Dönitz német admirális kiadta a parancsot a Hannibal hadműveletre, Kelet-Poroszország evakuálására. A Luftwaffe, a Wehrmacht és a Kriegsmarine mindent megtett, emberfeletti erőfeszítésekkel a folyamatos támadások dacára egészen elképesztő módon 2,2 millió civilt, öreget, nőt és gyereket menekítettek ki. A férfiaknak a parancs szerint az utolsó töltényig harcolni kellett. Ezzel a világtörténelem legnagyobb evakuálását hajtották végre télen, háborús körülmények között. 
Ennek ellenére több ezer kelet-poroszországi menekült indult gyalogszerrel nyugat felé. Számukra az utolsó esély Danzig és Gotenhafen kikötője volt, ahol a Kriegsmarine egyik legnagyobb támaszpontja volt. Így a Gustloffra is egyre több menekült áramlott. Kezdetben míg számolták a menekülőket, később a tömeg áttörte a korlátokat és a fedélzetre áramlott. Így a mai napig nincs pontos adat, a becslések 8000 és 10 000 között ingadoznak. Amikor Gotenhafenból elindult végzetes útjára 1945. január 30-án, fedélzetén 1100 főnyi katonai és hajós személyzet volt, 73 súlyosan sebesült katona, 373 fiatal nő a női tengerészeti segélyszemélyzetből, a többiek kétségbeesett menekülők, többségükben nők és gyerekek.  

## A tragédia
A „Gustloff” 1945. január 30-án kora hajnalban hajózott ki Gotenhafenből, hogy a fedélzetén tartózkodókat Kielbe szállítsa. Kezdetben vele tartott a Hansa személyszállító hajó is, de problémái keletkeztek, és nem tudta folytatni útját. Az így magára hagyott a Wilhelm Gustloffot csak egy romboló, a Löwe kísérte. Indulás után a Wilhelm Gustloff lassan haladt, sebességét egy tengeralattjáró is tartani tudta. A fedélzetén összesen négy kapitány tartózkodott, ebből három civil, egy haditengerész. A kapitányok nem tudtak megegyezni, melyik utat válasszák, a part menti, vagy a parttól távolabb eső mély vizeket. Wilhelm Zahn hadnagy, tengeralattjáró-parancsnok tanácsa ellenére, aki a part melletti, kivilágítatlan hajózást javasolta, Friedrich Petersen kapitány a mély vizek felé vette az irányt. Ez a tengerrész ugyanis aknamentesített volt – ott azonban már tengeralattjárók is tartózkodhattak. 
A kapitány, amikor rádión arról értesült, hogy egy német aknamentesítő konvoj közeledik, felkapcsoltatta a hajó piros-zöld navigációs fényeit, hogy elkerülje a velük való ütközést. Ezzel az éjszakai sötétségben nagyon könnyen, és távolról is jól észlelhetővé tette hajóját. Stolpmünde (ma a lengyelországi Ustka) magasságában, egy közelben tartózkodó, eddig eredménytelenül vadászó, a Balti Flotta kötelékébe tartozó SZ-13 jelű szovjet tengeralattjáró – amely ironikus módon német tervek alapján holland hajógyárban készült, – három torpedót lőtt ki a megvilágított hajóra. A hajó felszerelései közé légvédelmi fegyverek is tartoztak, és nem volt kórházhajóként feljelölve. Katonákat is szállított, így nem élvezhetett semmiféle védettséget, ennek feltételeit ugyanis nemzetközi egyezmények szabályozzák.
A tengeralattjáró parancsnoka a román származású Alekszandr Marinyeszko (eredeti nevén Alexandru Marinescu) volt. Kedvezett neki, hogy a nagy hideg miatt a kísérő romboló, a Löwe radarja elromlott, így nem érzékelte a közelben megbúvó támadót. Az első torpedó a Wilhelm Gustloff orrát találta telibe a vízvonal alatt, a második az E fedélzeten robbant, a harmadik a gépházat találta el. A három találatot kapott utasszállító a bal oldalára dőlt, fedélzetén kitört a pánik. Az évnek abban a szakaszában megszokott –4 °C helyett –15 °C-os hideg volt, ezért minden teljesen el volt jegesedve. A csörlők, daruk üzemképtelenek voltak. A Wilhelm Gustloff kevesebb, mint 45 perc alatt süllyedt el a 44 méter mély vízben. 
A német mentőegységeknek aránylag kevés túlélőt sikerült kimenteniük, A T–36-os torpedónaszád 564 embert mentett meg; a Löwe rombolónak 472 embert sikerült kimenteni; az M387 aknanaszádnak 98-at; az M375 aknanaszádnak 43-at; az M341 aknanaszádnak 37-et; a Göttingen gőzhajónak 28-at; a TF19 torpedónaszádnak hetet; a Gotland teherhajónak kettőt; és a V1703-as jelzésű őrnaszád is megmentett egy kisgyermeket. Ezek az adatok Heinz Schön kutatásaiból származnak, aki ezekből az adatokból a teljes veszteséget, amit a torpedók és a hajó elsüllyedése okozott, összesen 9343 főre teszi. A többiek, szinte az összes gyermek és csecsemő a tengerbe veszett. 
A hajón tartózkodók számáról nincs pontos és mindenki által elfogadott adat. A Sea Classics magazin egyik cikkében Irwin Kappes megemlíti, hogy „Több mint 6000 utas volt a fedélzeten.” Leírja azt is, hogy a Löwe kísérőhajó 15 percig a süllyedő Gustloff mellett tartózkodott, és annyi embert vett fel a fedélzetére, amennyit csak el tudott szállítani. De amikor Heningst kapitány, az 1500 menekültet szállító Admiral Hipper nehézcirkáló parancsnoka jelentést kapott a torpedótámadásról, a saját helyzetére való rossz kilátások miatt nem állt meg túlélőket felvenni. Kappes a katasztrófa során elhunytak számát 5348-ra teszi. Ez a szám Heinz Schön német könyvéből a „Die Gustloff Katastrophe”-ból származik, Schön azonban később revideálta ezt a számot.
Az eltérő eredményre Heinz Schön egy újabb kutatási módszer segítségével jutott. A Discovery Channel Megoldatlan rejtély című sorozatában is bemutatták azt a számítógépes szimulációt (a maritime EXODUS szoftvert használva) a hajó süllyedéséről, amely a teljes létszám 85%-ára, nagyjából 9400-ra teszi a halottak számát. (A fedélzeten eszerint 10 600-an tartózkodtak.) Ez az elemzés figyelembe veszi a hajó terheltségét, a szemtanúk elmondásait, eredményei a süllyedés közbeni menekülési útvonalak szimulációin alapulnak.
Bármelyik számot nézzük is, a világtörténelem legsúlyosabb hajókatasztrófája történt, amiről azonban évtizedekig hallgatott mind a német, mind a győztes hatalmak történetírása. Az egykori NDK-ban és a keleti blokk országaiban a téma hivatalosan tabunak minősült, arról tilos volt beszélni. Ezért a haditettéért Marinyeszko 1963-as halála után bő 23 évvel, a Szovjetunió szétesésének hajnalán, 1990-ben megkapta a legmagasabb katonai kitüntetést, a Szovjetunió Hőse emlékérmet.

## Utóélet

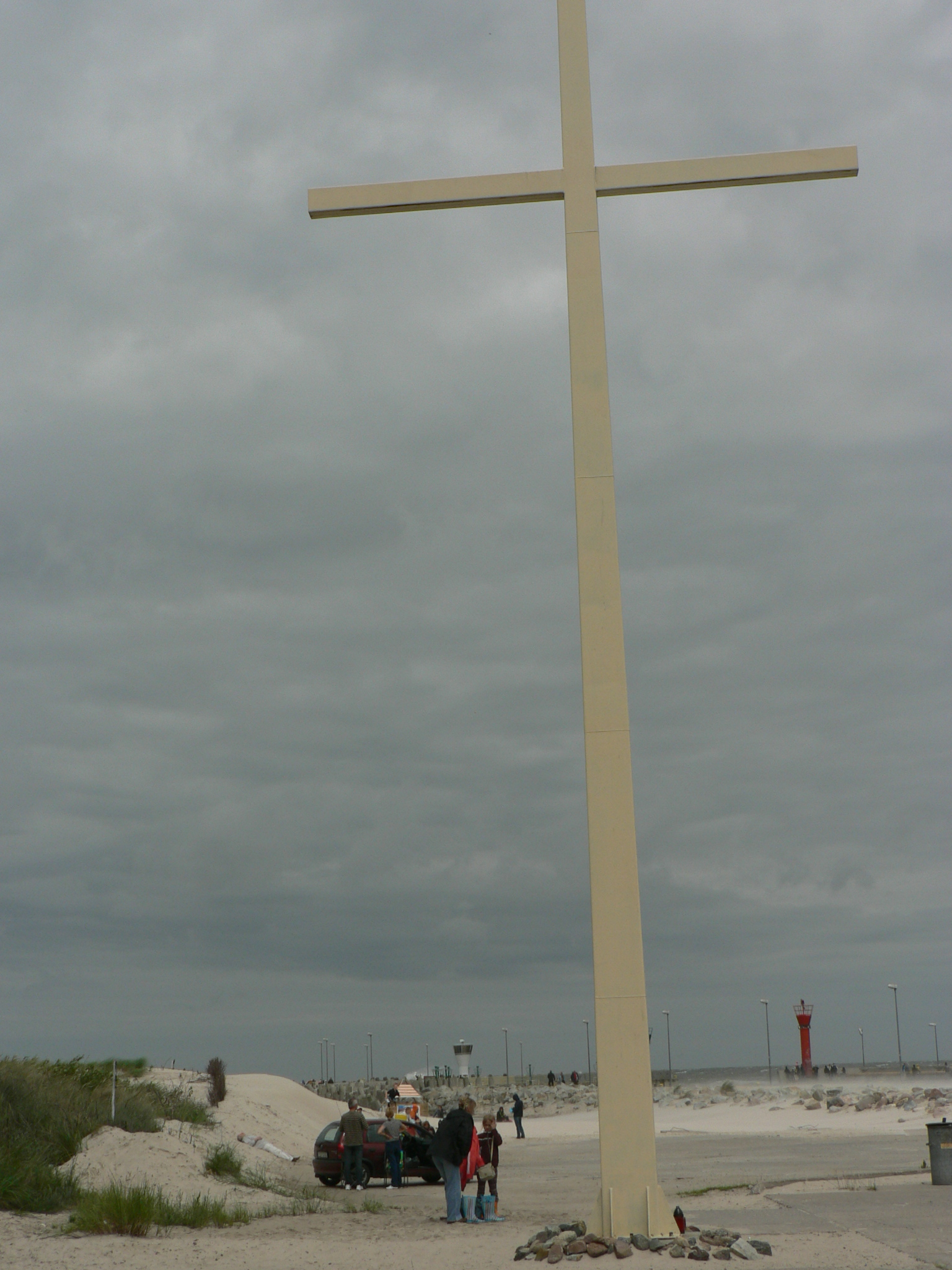
Emlékkereszt a tragédia helyszínének közelében

Ugyanaz a szovjet tengeralattjáró 1945. február 9-nek éjszakáján elsüllyesztette a Steuben utasszállító hajót is. A fedélzeten tartózkodó kb. 5000 menekültből csak alig 600-at tudtak kimenteni a jéghideg vízből. Április 16-án a Goya motoros hajót torpedózták meg a szovjetek, az azon menekülő 6220 emberből csupán 165-en élték túl a támadást. Ez utóbbi támadás során azért volt az áldozatok halálozási rátája olyan óriási, mert a Goya eredetileg teherszállítónak épült, így nem voltak benne vízválasztó rekeszfalak. Emiatt percek alatt elsüllyedt. Május 4-én az Orion segédcirkálót érte bombatalálat, a hajón tartózkodó, több mint 4000 főből mindössze 150-en élték túl a katasztrófát. A német haditengerészet mintegy 350 hajóval 2,2 millió embert szállított a kelet- és nyugat-poroszországi, valamint pomerániai kikötőkből Schleswig-Holsteinbe és Dániába. A négy elsüllyedt hajó vesztesége összesen kb. 24 ezer fő, tehát 1% volt, szemben a szárazföldi menekülési útvonalakkal, ahol minden hatodik ember elpusztult a bombázások, tüzérségi és szárazföldi támadások, valamint az éhség és hideg miatt.
- Günter Grass írt a tragédiáról világhírű regényt 2002-ben, Ráklépésben (Im Krebsgang), megtörve ezzel a hosszú hallgatás falát.
- 1990-ben Marinyeszko kapitány a Gustloff és a Steuben elsüllyesztésért posztumusz megkapta a Szovjetunió Hőse aranycsillagát.

## Filmben
- Nacht fiel über Gotenhafen (Gotenhafenre leszállt az éj)
- Die Gustloff: (Tv-sorozat, ZDF), TV premier 2008. március 2-3., két részben (ZDF)[12][13]